# Friedrich August Schäffer
Friedrich August Schäffer (* 13. Oktober 1800 in Messel bei Darmstadt; † 19. März 1867 in Darmstadt) war ein deutscher Pädagoge und Autor geographischer und historischer Abhandlungen.

## Leben
Der Vater, Ludwig Justus Adolph Schäffer (* 1765 in Alsfeld; † 29. September 1806 in Messel), war seit 1790 lutherischer Pfarrer in Messel. Seine „Cantate zum hohen Vermählungsfeste Sr. Landgräflichen Durchl. des Herrn Erbprinzen Ludwig von Hessen-Darmstadt mit der Durchl. Prinzessin Wilhelmine Louise von Baden“ wurde 1804 in Vertonung von Gottfried Harbordt in Darmstadt veröffentlicht. Nach dem frühen Tod des Vaters zog die Mutter mit Friedrich und den Geschwistern nach Darmstadt, wo er mehrere Privatinstitute und das Gymnasium Pädagog besuchte, das er nach der Konfirmation verließ, um Mathematik zu studieren. Er kehrte jedoch ans Gymnasium zurück und befasste sich ausgiebig mit dem Studium der griechischen und der lateinischen Sprache. Gefördert vom Direktor des Gymnasiums, Johann Georg Zimmermann (1754–1829), studierte er von 1823 bis 1825 an der Justus-Liebig-Universität Gießen Theologie und wandte sich dann dem Lehrfach zu. Zusammen mit seinem Freund Heinrich Eduard Scriba übernahm er die Privatschule von Johann Wilhelm Ernst Wägner sowie eine weitere von W. Heyer. Im Herbst 1829 vereinigten sie ihre Schulen mit Karl Heumann, Karl Lanz (später Lehrer am Gymnasium in Darmstadt) und Albrecht Weiß zu einer allgemeinen Vorbereitungsschule für Gymnasium und Realschule. Bis zum Herbst 1831 war Schäffer als Lehrer und Konrektor an dieser „Privat-Progymnasial- und Realschulanstalt“ in Darmstadt tätig. Mit dem 12. Juli 1836 wurde er zum Lehrer und mit dem 19. Januar 1864 zum Direktor der Darmstädter Realschule ernannt.
Schäffer war mit Christina Catarina Schwarz († 2. Juli 1888) verheiratet; 1867 wohnten seine Witwe und der Sohn Heinrich Ludwig Schäffer in Darmstadt, Niederramstädterstr. 37. Er starb 1867 im Alter von 66 Jahren und wurde auf dem Friedhof in Darmstadt beigesetzt. Sein Grabmonument gestaltete Johann Baptist Scholl d. J.
Schäffer war Mitglied des „Vereins für Erdkunde und verwandte Wissenschaften zu Darmstadt“ und 1845/46 in dessen Vorstand, und des Historischen Vereins für das Großherzogthum Hessen. Vom 30. September bis 4. Oktober 1844 nahm er als Mitglied an der 8. Versammlung deutscher Philologen, Schulmänner und Orientalisten in Darmstadt teil.
Neben Beiträgen in diversen Zeitschriften verfasste Schäffer eine Beschreibung des Großherzogtums Hessen-Darmstadt als Handbuch für den Schulgebrauch sowie eine Schulgeographie für die Volksschulen. Um 1860 revidierte er geographische Landkarten, herausgegeben als farbige Lithografien von L. Ewald. In den entsprechenden Verkaufsanzeigen der Zeit erscheint sein Name als „Dr. F. Schäffer“. Bereits 1832 und 1833 waren seine Streitschriften gegen Karl Lanz erschienen.

## Schriften
- Kurze geographisch-historisch-statistische Beschreibung des Großherzogthums Hessen. Mit einer Charte des Großherzogthums. C. G. Kunze, Mainz 1843.
- Abriß der Geographie des Großherzogthums Hessen. C. G. Kunze, Mainz 1843.